# Índice Winkler
El índice de Winkler, a veces conocido como escala de Winkler o regiones de vino por Winkler, es una técnica para clasificar el clima de las regiones vitivinícolas en función de la suma de calor o los grados-día de crecimiento. En el sistema, las áreas geográficas se dividen en cinco regiones climáticas según la temperatura convertida a grados-día crecientes, y se las conoce comúnmente como Regiones I a V (ver a continuación). El sistema fue desarrollado en la Universidad de California, Davis por AJ Winkler y Maynard Amerine.

## El sistema
El sistema se basa tanto en la hipótesis como en las observaciones de que las vides no crecen si la temperatura es inferior a 10 °C (50 °F). A cada día durante la temporada de crecimiento se le asignan grados-día de crecimiento de acuerdo a la cantidad en que la temperatura promedio del día excede este umbral. El sistema supone que este período será del 1 de abril al 31 de octubre en el hemisferio norte y del 1 de octubre al 30 de abril en el hemisferio sur. Un grado día por cada grado Celsius sobre 10 °C o sobre de 50 °F grados Se utiliza Fahrenheit.

## Definición y cálculo
El índice de Winkler se calcula como el producto del coeficiente K y la suma de la media aritmética de las temperaturas medias y máximas diarias en relación con la temperatura de referencia de 10 °C (teniendo en cuenta todos los días a partir de la 1 de abril hasta el 31 de octubre):
{\displaystyle Wi=\sum _{\text{1 abr}}^{\text{31 oct}}\left(\left({\frac {T_{\text{max}},d+T_{\text{min}},d}{2}}\right)-T_{\text{base}},0\right)}
Donde:
•   {\displaystyle T{\text{max}},d}: Temperatura máxima del día {\textstyle d}.
•   {\displaystyle T{\text{min}},d}: Temperatura mínima del día {\textstyle d}.
•   {\displaystyle T{\text{base}},d}: Umbral base, generalmente 10 °C (50 °F en el sistema imperial).
•   {\displaystyle \max(...,0)} : Si la diferencia  {\textstyle {\frac {T_{{\text{max}},d}+T_{{\text{min}},d}}{2}}-T_{\text{base}}} es negativa, se asigna un valor de 0 para ese día.
•   n : Número de días en el período de crecimiento.
Períodos de cálculo
El período de cálculo varía según el hemisferio, abarcando la primavera y el verano, cuando las vides están en crecimiento activo y maduración:
•  Hemisferio Norte: Del 1 de abril al 31 de octubre, cubriendo la primavera y el verano boreal.
•  Hemisferio Sur: Del 1 de octubre al 30 de abril, abarcando la primavera y el verano austral.
Luego se suman todos los días durante la temporada de crecimiento, todos los valores negativos se establecen en cero y la suma de los grados-día de crecimiento se utiliza para determinar la clasificación de la región en el índice Winkler original de la siguiente manera:
| Región/clase | Unidades °C | Unidades °F | Capacidad general de maduración y estilo del vino |
| ------------ | ----------- | ----------- | --- |
| Región Ia    | 850–1111    | 1500–2000   | Sólo las variedades de maduración muy temprana alcanzan una alta calidad, en su mayoría variedades de uva híbridas y algunas V. vinifera .                               |
| Región Ib    | 1111–1389   | 2001–2500   | Sólo las variedades de maduración temprana alcanzan una alta calidad, algunas variedades de uva híbridas, pero sobre todo V. vinifera.                                   |
| Región II    | 1389–1667   | 2501–3000   | Las variedades de vino de mesa de temporada temprana y media producirán vinos de buena calidad.                                                                          |
| Región III   | 1668–1944   | 3001–3500   | Favorable para alta producción de vinos de mesa de calidad estándar a buena.                                                                                             |
| Región IV    | 1945–2222   | 3501–4000   | Favorable para alta producción, pero calidad de vino de mesa aceptable en el mejor de los casos.                                                                         |
| Región V     | 2223–2700   | 4001–4900   | Generalmente sólo se cultivan variedades de uva de mesa o de vino de mesa de muy alta producción y de calidad razonable destinadas al consumo a principios de temporada. |

El sistema fue desarrollado originalmente y se utiliza oficialmente en California y se basó en las capacidades generales de maduración y los estilos de vino. que se pueden lograr en el clima debido a la acumulación de calor (grados-día de crecimiento). Las capacidades generales de maduración incluyen variedades de uva híbridas con maduración temprana, media y tardía de temporada , V. Vinifera e incluso uvas de mesa en las áreas más cálidas de la Región V. Los estilos generales de vino incluyen vinos más ligeros y sutiles con menor alcohol y aromas y sabores frutales más brillantes, incluidos el champán y otros vinos espumosos, que se encuentran en climas más fríos (Regiones Ia, Ib, II y III inferior) hasta vinos más audaces y grandes, a menudo con mayor alcohol y aromas y sabores frutales exuberantes y más oscuros que se encuentran en climas más cálidos (Región III, IV y V). También se afirmó que la Región V tiene una tendencia a ser más adecuada para vinos de mayor producción, jerez y otros vinos fortificados.
Un problema con el trabajo original realizado por Amerine y Winkler fue que no especificó un límite de clase inferior para la Región I (originalmente 2500 o menos) ni un límite de clase superior para la Región V (originalmente 4000 o más). Investigaciones posteriores que utilizaron datos climáticos espaciales de alta resolución identificaron estos límites para California, Oregón, Washington e Idaho, junto con Australia. Los resultados proporcionaron un límite inferior para la Región I de 850 unidades (1500 unidades °F ) y un límite superior para la Región V de 2700 unidades °C (4900 unidades °F). Investigaciones adicionales en otras regiones vinícolas descubrieron que la Región I se dividía mejor en una Región Ia (variedades de maduración muy temprana, principalmente uvas híbridas) y una Región Ib (variedades de maduración temprana, principalmente V. Vinifera ).
El índice Winkler también se utiliza ampliamente en muchas otras regiones de cultivo de los Estados Unidos, como Oregón y Washington, junto con Canadá, México y Argentina  otros en Sudamérica, Australia, Nueva Zelanda, Sudáfrica y Europa. Sin embargo, su uso es menos extendido en Europa, donde se prefiere el índice de Huglin. El índice de Huglin utiliza una fórmula similar pero otorga más peso a las temperaturas máximas y utiliza un ajuste para las duraciones de día más largas que se encuentran en latitudes más altas. También es funcionalmente similar a las temperaturas promedio de la temporada de crecimiento (promedio simple de temperaturas a lo largo de los siete meses de la temporada de crecimiento ).

## Solicitud
La siguiente tabla proporciona ejemplos del concepto de maduración y estilo del vino utilizado en la aplicación del Índice Winkler para numerosas regiones vinícolas a nivel mundial. La región Ia contiene las zonas más frescas y cuenta con regiones conocidas como Champagne, Central Otago y Valais . La Región Ia también incluye numerosas regiones más nuevas que cultivan uvas y elaboran vino, incluido el sur de Inglaterra, áreas del norte de Europa, Nueva Escocia y áreas del sur de Chile y Argentina. En las zonas de la Región Ia maduran una variedad de uvas híbridas y algunas V. vinifera de maduración muy temprana.
La región Ib es ligeramente más cálida y puede madurar variedades tempranas como Chardonnay, Pinot noir, Sauvignon blanc o Riesling, con ubicaciones características dentro de los valles del Rin y del Mosela, Borgoña y el Valle del Loira, o el Valle de Willamette en Oregón como buenos ejemplos. La Región II incluye localidades más frías dentro de áreas como Burdeos, Coonawarra y Valle de Curicó en Chile . Las zonas más cálidas de estas regiones vinícolas se incluyen en la Región Winkler III, al igual que gran parte del norte del Ródano, Rioja, Umbría y el río Margaret.
La Región IV incluye partes del Valle de Napa, Stellenbosch, Córcega, Toscana y Alentejo, donde los climas más cálidos permiten la maduración de variedades más tardías como Cabernet Sauvignon, Sangiovese y Syrah . Las zonas más cálidas se encuentran en la Región V e incluyen áreas en el valle central de California, el interior de Australia y regiones productoras de vino en Marruecos, Madeira, Apulia y Jerez.
| Región vinícola       | Ciudad               | País           | Región Winkler | GDD °C | GDD °F |
| --------------------- | -------------------- | -------------- | -------------- | ------ | ------ |
| Río Negro             | Bariloche            | Argentina      | Región Ia      | 663    | 1194   |
| Estrecho de Puget     | Port Angeles         | Estados Unidos | Región Ia      | 728    | 1310   |
| Ruwer                 | Kasel                | Alemania       | Región Ia      | 818    | 1472   |
| Tasmania              | Launceston           | Australia      | Región Ia      | 949    | 1709   |
| Central Otago         | Queenstown           | Nueva Zelanda  | Región Ia      | 963    | 1733   |
| Champaña              | Reims                | Francia        | Región Ia      | 1003   | 1805   |
| Valle de Okanagan     | Vernon               | Canadá         | Región Ia      | 1070   | 1926   |
| Valle del Rin         | Geisenheim           | Alemania       | Región Ib      | 1113   | 2003   |
| Marlborough           | Blenheim             | Nueva Zelanda  | Región Ib      | 1153   | 2075   |
| Península del Niágara | St. Catherines       | Canadá         | Región Ib      | 1196   | 2152   |
| Borgoña               | Dijon                | Francia        | Región Ib      | 1220   | 2196   |
| Ribera del Duero      | Valladolid           | España         | Región Ib      | 1228   | 2211   |
| Alsacia               | Colmar               | Francia        | Región Ib      | 1232   | 2218   |
| Tokaj                 | Tokaj                | Hungría        | Región Ib      | 1238   | 2229   |
| Valle de Willamette   | McMinnville          | Estados Unidos | Región Ib      | 1263   | 2273   |
| Zeletin               | Bacău                | Rumania        | Región Ib      | 1275   | 2295   |
| Costa Central         | Santa María          | Estados Unidos | Región Ib      | 1276   | 2296   |
| Valle del Loira       | Nantes               | Francia        | Región Ib      | 1308   | 2355   |
| Baden                 | Friburgo             | Alemania       | Región Ib      | 1335   | 2403   |
| Saboya                | Chambéry             | Francia        | Región Ib      | 1363   | 2454   |
| Crimea                | Simferópol           | Ucrania        | Región II      | 1391   | 2504   |
| Coonawarra            | Coonawarra           | Australia      | Región II      | 1418   | 2553   |
| Los Pinos             | Arteaga              | México         | Región II      | 1442   | 2596   |
| Rías Baixas           | Vigo                 | España         | Región II      | 1455   | 2619   |
| Hawke's Bay           | Napier               | Nueva Zelanda  | Región II      | 1538   | 2768   |
| Colinas de Adelaida   | Lenswood             | Australia      | Región II      | 1565   | 2817   |
| Valle del Duero       | Vila Real            | Portugal       | Región II      | 1589   | 2861   |
| Valle de Curicó       | Curicó               | Chile          | Región II      | 1591   | 2864   |
| Piamonte              | Turín                | Italia         | Región II      | 1643   | 2958   |
| Burdeos               | Mérignac             | Francia        | Región II      | 1645   | 2961   |
| Valle de Columbia     | Prosser              | Estados Unidos | Región II      | 1663   | 2993   |
| Alto Adigio           | Bolzano              | Italia         | Región III     | 1676   | 3016   |
| Ródano Septentrional  | Valence              | Francia        | Región III     | 1682   | 3027   |
| Friuli                | Udine                | Italia         | Región III     | 1712   | 3082   |
| Umbría                | Perugia              | Italia         | Región III     | 1740   | 3132   |
| Rioja                 | Logroño              | España         | Región III     | 1759   | 3167   |
| Valle de Sonoma       | Sonoma               | Estados Unidos | Región III     | 1772   | 3189   |
| Krasnodar             | Krai de Krasnodar    | Rusia          | Región III     | 1788   | 3219   |
| Valle de Yarra        | Healesville          | Australia      | Región III     | 1847   | 3325   |
| Mendocino             | Ukiah                | Estados Unidos | Región III     | 1880   | 3384   |
| Monticello            | Charlottesville      | Estados Unidos | Región III     | 1912   | 3442   |
| Margaret River        | Margaret River       | Australia      | Región III     | 1929   | 3472   |
| Verona                | Verona               | Italia         | Región IV      | 1949   | 3509   |
| Languedoc             | Béziers              | Francia        | Región IV      | 1987   | 3577   |
| Valle de Napa         | St. Helena           | Estados Unidos | Región IV      | 2001   | 3601   |
| Sonoma Septentrional  | Healdsburg           | Estados Unidos | Región IV      | 2028   | 3650   |
| San Vicente           | Baja California      | México         | Región IV      | 2065   | 3717   |
| Ródano Meridional     | Aviñón               | Francia        | Región IV      | 2069   | 3725   |
| Stellenbosch          | Nietvoorbij          | Sudáfrica      | Región IV      | 2084   | 3751   |
| Valle de Barossa      | Nuriootpa            | Australia      | Región IV      | 2087   | 3756   |
| Rosellón              | Perpiñán             | Francia        | Región IV      | 2094   | 3769   |
| Córcega               | Bastia               | Francia        | Región IV      | 2097   | 3775   |
| Cataluña              | Reus                 | España         | Región IV      | 2136   | 3845   |
| Alentejo              | Évora                | Portugal       | Región IV      | 2152   | 3874   |
| Toscana               | Florencia            | Italia         | Región IV      | 2171   | 3907   |
| Estremadura           | Lisboa               | Portugal       | Región IV      | 2219   | 3995   |
| Lodi                  | Lodi                 | Estados Unidos | Región V       | 2225   | 4005   |
| Yamanashi             | Kōfu                 | Japón          | Región V       | 2300   | 4140   |
| Mequinez-Tafilalet    | Mequinez             | Marruecos      | Región V       | 2305   | 4149   |
| Madeira               | Funchal              | Portugal       | Región V       | 2357   | 4243   |
| Apulia                | Brindisi             | Italia         | Región V       | 2361   | 4250   |
| Patras                | Patras               | Grecia         | Región V       | 2384   | 4292   |
| Valle de Guadalupe    | Baja California      | México         | Región V       | 2411   | 4340   |
| Valle del Hunter      | Cessnock             | Australia      | Región V       | 2498   | 4497   |
| Jerez                 | Jerez de la Frontera | España         | Región V       | 2542   | 4575   |
| Santo Tomás           | Baja California      | México         | Región V*      | 2774   | 4993   |
| Parras                | Coahuila             | México         | Región V*      | 2836   | 5101   |

## Problemas y limitaciones
Existen numerosos problemas y limitaciones asociados con el uso de grados-día crecientes. En primer lugar, el índice de Winkler y su clasificación de regiones climáticas según el número de grados-día crecientes sólo describen un aspecto del clima de un área: la temperatura media diaria. Se excluyen muchos otros factores importantes que contribuyen a la idoneidad de una región para la viticultura (y su terroir); entre ellos, la exposición al sol, la latitud, las precipitaciones, las condiciones del suelo y el riesgo de condiciones climáticas extremas que podrían dañar las vides (por ejemplo, heladas invernales, heladas primaverales y otoñales, granizo, etc.).
Tal como se desarrollaron originalmente, los climas de California se definieron para áreas relativamente grandes utilizando solo una o dos estaciones climáticas. Este enfoque a macroescala invariablemente no captará las influencias a microescala que son un aspecto importante del cultivo de cualquier cultivo. Para abordar estas cuestiones, la investigación ha utilizado cada vez más datos climáticos espaciales para representar mejor las diferencias climáticas dentro de la región e incluso dentro del viñedo y, por lo tanto, el potencial de maduración y estilo del vino.
Para crear datos climáticos espacialmente apropiados, se utilizan numerosas estaciones o sensores para recopilar datos que luego pueden interpolarse en el paisaje debido a interacciones conocidas con la elevación, el aspecto, la pendiente y la distancia a la costa u otros cuerpos de agua utilizando Sistemas de Información Geográfica (SIG). En lugar de representar una región como una sola región Winkler (por ejemplo, Napa Valley AVA es una Región III), los resúmenes de datos espaciales muestran que Napa Valley tiene una gama completa de regiones Winkler: el 12 % es una Región II, el 56 % es una Región III y el 30 % es una Región IV (mientras que la tabla anterior muestra una estación en Napa, St. Helena, como una Región IV).
Existen otras diferencias significativas dependiendo del período de tiempo de los datos y de la fórmula utilizada para calcular los grados-día de crecimiento. En primer lugar, para que sean comparables, los números crecientes de grados-día de diversas fuentes deben provenir del mismo período de tiempo. Debido a la variabilidad del clima y al cambio climático, una comparación de un período de diez años entre los años 1970 y 2000 sería inadecuada ya que la variación y las tendencias a lo largo del tiempo los harían incomparables. Se sugiere un período de tiempo suficiente para permitir que el promedio suavice parte de la variabilidad. El período de tiempo estándar en uso es el período climatológico normal de 30 años,  sin embargo, si no se dispone de 30 años de datos, se deben utilizar como mínimo cinco años.
Sin embargo, un período de cinco años no es directamente comparable con un período de 30 años. También es muy importante la forma en que se promedian los datos (es decir, cada hora, cada día o cada mes). Si bien hoy las estaciones meteorológicas pueden promediar datos en una hora, un minuto o incluso segundos, los datos históricos utilizados para calcular los grados-día crecientes se han realizado principalmente en promedios diarios o mensuales (la tabla anterior se realizó utilizando normales climatológicas mensuales). Un promedio de corto plazo en minutos, o más comúnmente en horas, posiblemente refleje mejor los verdaderos efectos térmicos en los cultivos, pero dará como resultado valores de grados-día crecientes que son inferiores a los diarios y mensuales. Los datos promedio mensuales pueden ser muy problemáticos ya que pueden subestimar la acumulación de calor durante el primer y último mes de la temporada de crecimiento. Por lo tanto, es de suma importancia conocer el período de tiempo en el que se calculan los valores de grados-día de crecimiento para poder realizar comparaciones.
El índice de Winkler utiliza el método estándar de cálculo de grados-día de crecimiento en viticultura y se basa en el uso de una temperatura base de 10 °C (50 °F) sin límite de temperatura superior. La primera cuestión es que 10 °C (50 °F) probablemente no sea la mejor temperatura base aunque sea el valor más comúnmente utilizado. Incluso las primeras investigaciones sobre este tema destacaron que el umbral de temperatura base para la acumulación de variedades de brotación temprana versus tardía probablemente sea muy específico del cultivar. Diversas investigaciones a nivel mundial han señalado temperaturas base que oscilan entre 4 a 7 °C  (39 y 45 °F), pero ha habido poca confirmación de estos umbrales en numerosas regiones vinícolas y para una gama más amplia de variedades.
En el otro extremo de la fórmula, el cálculo de los grados-día de crecimiento utilizados en la viticultura y la producción de vino normalmente no utiliza un valor de corte superior. Conceptualmente, se aplicaría un límite superior si el sistema vegetal dejara de ser fotosintéticamente activo en algún momento debido al estrés térmico de las altas temperaturas. Si bien esto puede comprobarse para algunos cultivos, no existe un número universal para un umbral superior para las uvas, por lo que la mayoría de los datos publicados con fines de comparación en la viticultura y la producción de vino no limitan las temperaturas máximas. Esta cuestión es problemática porque hoy en día muchas estaciones meteorológicas han integrado el método de grados-día de cultivo de maíz en su software. El método de grados-día para el cultivo del maíz utiliza tanto un ajuste de temperatura base como un umbral superior, ninguno de los cuales es común en la viticultura y la producción de vino, y puede confundir cualquier comparación con datos publicados utilizando el método de promedio simple.
Además, se han introducido índices climáticos más complejos para abordar las deficiencias percibidas en el índice de Winkler, incluido el índice de Huglin, el índice de grados-día biológicamente efectivos y el sistema de clasificación climática de criterios múltiples (Geoviticultura MCC). Estos índices intentan tener en cuenta la duración del día y la variabilidad solar, de las heladas y de la sequía que se pueden encontrar en diferentes lugares. Cada uno de ellos se ha utilizado en diversos entornos de investigación, pero tienen algunas limitaciones para el usuario general, ya que algunas variables necesarias para calcular los índices no están fácilmente disponibles en todas las estaciones meteorológicas/climáticas o para el público en general.
En general, cada una de estas cuestiones debe considerarse cuidadosamente al comparar los valores de grados-día de crecimiento a partir de datos publicados en revistas, libros, artículos científicos e incluso de productores de la misma región.

## Lectura adicional
- Amerine, M.A.; Winkler, A.T. (1944). «Composition and quality of musts and wines of California grapes». Hilgardia 15 (6): 493-673. doi:10.3733/hilg.v15n06p493.
- «Climate regions of California». the wine lover's companion (online). Epicurious.
- Ron Herbst; Sharon Tyler Herbst (2003). The Wine Lover's Companion (2nd edición). Barron's Educational Series. ISBN 978-0-7641-2003-9.
- General Viticulture (2nd edición). University of California Press. 1974. ISBN 978-0-520-02591-2.
- «Ballarat's climate». Ballarat Wineries home page. Ballarat Wineries.
- Gladstones J. (January 2000). "Past and Future Climatic Indices for Viticulture.". 5th International Symposium for Cool Climate Viticulture and Oenology. Melbourne, Australia.
- Jones, G.V., Reid, R., and A. Vilks (2012). Climate, Grapes, and Wine: Structure and Suitability in a Variable and Changing Climate pp 109–133 in The Geography of Wine: Regions, Terroir, and Techniques, edited by P. Dougherty. Springer Press, 255 pp. ISBN 9789400704640

[[Categoría:Universidad de California, Davis]]
[[Categoría:Horticultura]]
[[Categoría:Clasificaciones climáticas]]
[[Categoría:Vinos de California]]
[[Categoría:Terminología agricultural]]
[[Categoría:Viticultura]]
[[Categoría:Wikipedia:Páginas con traducciones sin revisar]]